# Hanzade Sultan (figlia di Ahmed I)
Hanzade Sultan (turco ottomano: خانزادہ سلطان, lett. "discendente del Khan"; Costantinopoli, 1609 – Costantinopoli, 21 settembre 1650) fu una principessa ottomana, figlia del sultano Ahmed I e della sua Haseki Kösem Sultan.

## Biografia
Hanzade Sultan nacque a Costantinopoli intorno al 1609. Era figlia del sultano ottomano Ahmed I e della sua favorita e Haseki Kösem Sultan. Aveva numerosi fratelli e sorelle, sia di sangue che solo paterni.  
Visse nel Palazzo Topkapi fino alla morte del padre nel 1617, quando dovette seguire sua madre e le sue sorelle in esilio a Palazzo Vecchio. Poté rientrare a corte nel 1623, con la salita al trono di suo fratello minore Murad IV.  
Nello stesso anno sposò Ladliki Bayram Pascià, Ağa (comandante) dei giannizzeri, fedele a sua madre Kösem.  Il suo ricco corteo nuziale fu scortato fra la folla festante dai visir al completo. Da questo matrimonio ebbe una figlia, il cui nome è sconosciuto, probabilmente morta da bambina.  
Hanzade rimase vedova nel 1638 e nell'ottobre 1639 si risposò con il visir Nakkaş Mustafa Pascià. Le nozze si tennero nel palazzo del suo primo marito, che Hanzade aveva ereditato. Da lui ebbe un figlio, Sultanzade Abdülbaki Bey.  
Nel 1640 Murad IV morì senza eredi e l'ultimo fratello vivente di Hanzade, Ibrahim, mentalmente instabile, salì al trono. Il suo stipendio all'epoca era di 400 aspri giornalieri.  
Nel 1647 Ibrahim decise di sposare legalmente la sua ottava Haseki, Hümaşah Sultan. Hanzade, insieme alle sorelle Ayşe Sultan e Fatma Sultan e alla nipote Kaya Sultan (figlia di Murad IV) dovette subire l'umiliazione di servire la sposa come ancella, restando in piedi e in silenzio dietro di lei, reggendole la brocca, il sapone, il catino e la salvietta. Malgrado ciò, Ibrahim non fu soddisfatto e, con l'accusa di aver mancato di rispetto alla nuova moglie, le esiliò a Edirne, confiscando loro terre e gioielli per donarli a Hümaşah.  
Hanzade rientrò con le altre a Costantinopoli l'anno seguente, quando Ibrahim fu deposto e giustiziato e suo figlio di sei anni, Mehmed IV, salì al trono, prima sotto la reggenza di Kösem Sultan, nonna del nuovo sultano e madre di Hanzade, e poi di Turhan Sultan, sua stessa madre.  
Hanzade morì il 21 settembre 1650 e venne sepolta nel mausoleo (türbe) di Ibrahim I all'interno della Moschea Hagia Sofia.